# Marvin Anieboh
Marvin José Anieboh Pallaruelo (Madrid, 26 de agosto de 1997) es un futbolista hispano-ecuatoguineano que juega como defensa en la U. D. San Sebastián de los Reyes de la Segunda Federación. Es internacional con la selección de Guinea Ecuatorial.

## Primeros años
Anieboh nació en Madrid de padre nigeriano y madre ecuatoguineana. Es de ascendencia española a través de su abuelo materno y de ascendencia Bubi a través de su abuela materna.

## Carrera
Después de representar al A. D. Alcorcón, Getafe C. F. y C. F. Fuenlabrada en su juventud, hizo su debut absoluto con el equipo B de este último durante la temporada 2016-17, en las ligas regionales. El 24 de junio de 2017, fue cedido al C. D. Los Yébenes San Bruno por un año.
El 22 de agosto de 2018 fichó por el equipo de tercera división R. C. D. Carabanchel. Posteriormente fichó por otro equipo de reserva, la A. D. Alcorcón "B" también de la tercera división.
Anieboh hizo su debut en la A. D. Alcorcón el 17 de diciembre de 2019, comenzando en una derrota por 0-1 ante el C. P. Cacereño en la Copa del Rey de la temporada 2019-20.
El 29 de julio de 2022 llegó cedido al Utsiktens BK hasta junio de 2023 procedente del Vélez C. F. Finalmente estuvo hasta final de año, ya que el 20 de diciembre firmó por la U. D. Montijo. Allí completó la temporada y la siguiente se unió al C. D. Illescas para su estreno en la Segunda Federación.
En junio de 2024 se anunció su fichaje por el C. D. Don Benito para la temporada 2024-25. A mitad de la misma rescindió su contrato y, el 8 de enero de 2025, fue fichado por la U. D. San Sebastián de los Reyes.

## Selección nacional
Debido a sus antecedentes, Anieboh era elegible para jugar internacionalmente para la selección española, selección nigeriana o selección de Guinea Ecuatorial. Después de representar al equipo nacional de fútbol sub-20 de Guinea Ecuatorial de este último en 2015, recibió su primera convocatoria sénior en octubre de 2016 para un partido amistoso contra selección de Líbano, pero no jugó.
Anieboh regresó a la selección de Guinea Ecuatorial en 2019 e hizo su debut el 19 de noviembre de ese año, en una derrota 0-1 ante la selección de Túnez en el grupo J de clasificación para la Copa de África de Naciones 2021.

## Clubes
| Club                             | País   | Año       |
| -------------------------------- | ------ | --------- |
| C. F. Fuenlabrada "B"            | España | 2016-2017 |
| Los Yébenes San Bruno            | España | 2017-2018 |
| R. C. D. Carabanchel             | España | 2018-2019 |
| A. D. Alcorcón "B"               | España | 2019-2020 |
| C. P. Cacereño                   | España | 2020-2022 |
| Vélez C. F.                      | España | 2022      |
| Utsiktens BK (cedido)            | Suecia | 2022      |
| U. D. Montijo                    | España | 2023      |
| C. D. Illescas                   | España | 2023-2024 |
| C. D. Don Benito                 | España | 2024-2025 |
| U. D. San Sebastián de los Reyes | España | 2025-     |